# Kandhamal (district)
Kandhamal is een district van de Indiase staat Odisha. Het district telt 647.912 inwoners (2001) en heeft een oppervlakte van 6004 km².
In augustus 2008 barstte er een golf los van antichristelijk geweld na de moord op een hindoe-extremistische swami. Hoewel de aanslag was opgeëist door een maoïstische groepering hield het geweld tegen de christenen maandenlang aan. Daarbij werden meer dan honderd christenen vermoord. Vele anderen werden verkracht, mishandeld of uitgeplunderd. Honderden huizen van christenen en tientallen kerken gingen in vlammen op.
Angul · Balangir · Baleshwar · Bargarh · Bhadrak · Boudh · Cuttack · Debagarh · Dhenkanal · Gajapati · Ganjam · Jagatsinghpur · Jajpur · Jharsuguda · Kalahandi · Kandhamal · Kendrapara · Kendujhar · Khordha · Koraput · Malkangiri · Mayurbhanj · Nabarangpur · Nayagarh · Nuapada · Puri · Rayagada · Sambalpur · Subarnapur · Sundargarh